# Saint-Senier-sous-Avranches
Saint-Senier-sous-Avranches é uma comuna francesa na região administrativa da Normandia, no departamento Mancha. Estende-se por uma área de 8,61 km². Em 2010 a comuna tinha 1 521 habitantes (densidade: 176,7 hab./km²).